# Stayforlong
Stayforlong es un sitio web de reservas hoteleras especializado en la reservas de larga estancia. Presente en la actualidad en 22 países, su sede central se encuentra en Barcelona y cuenta con una cartera de hoteles a nivel global compuesta por más de 720.000 establecimientos distintos.

## Historia
La compañía se fundó el 29 de enero de 2015 en la ciudad de Barcelona con una aportación inicial de 80.000€ que dispusieron a partes iguales sus dos fundadores: Luis Osorio Solé y Francesc López Castellet. Ambos identificaron un nicho de mercado en el por aquel entonces ya saturado sector de las reservas hoteleras, el de los clientes de larga estancia, al que no se estaba prestando demasiada atención.
A los pocos meses de arrancar con el proyecto, Raúl Morón Sillero se incorpora a la compañía en calidad de cofundador, conformándose de esta manera el equipo directivo actual: Luis Osorio como CEO, Francesc López como COO y Raúl Morón como CTO. 
En abril de 2017, consiguen cerrar en menos de 36h una ronda de financiación de 400.000€  de los cuales The Crowd Angel, especializada en la captación de fondos privados, aporta 250.000€ y la entidad de capital riesgo Seed Rocket 4 Founders Capital los 150.000€ restantes. Dicha inversión supone un estímulo económico importante que permite reforzar la apuesta interna por la internacionalización de la compañía.

## Modelo de negocio
El modelo de negocio de Stayforlong se basa en la intermediación entre el hotel y los huéspedes, consiguiendo mejores precios y condiciones para aquellas personas que se alojen tres o más noches. Al tratarse de reservas de varias noches, el tique medio suele ser más elevado que las estancias cortas y, por ende, ello permite al equipo de Stayforlong ofrecer a sus clientes precios competitivos. A la práctica esto significa que el retorno de la inversión (ROI) por cada euro invertido en la adquisición de nuevos clientes es superior al de otras empresas del sector.

## Cronología
- 2015: Luis Osorio y Francesc López constituyen Stayforlong con una aportación inicial de 80.000€
- 2016: Stayforlong se conecta a su primer metabuscador
- 2017: Se cierra una ronda de financiación de 400.000€ con The Crowd Angel y Seedrocket 4 Founders
- 2018: Se cierra una nueva ronda de financiación de importe desconocido con el Banc de Sabadell entre los principales inversores.
- 2019: Se lanza el sistema de crédito para reservas Staywallet